# Tianlian 1A
Tianlian 1A (chinesisch 天鏈一號 / 天链一号,Tianlian I-01, Tian Lian 1A, TL-1A oder CTDRS-1A genannt, wobei Tian Lian für Weltraumverbindung steht) war der erste Datenübertragungssatellit im Rahmen des bemannten Raumfahrtprogramms der Volksrepublik China.
Tianlian 1A wurde am 25. April 2008 vom Kosmodrom Xichang aus in eine geostationäre Umlaufbahn transportiert. Der Start erfolgte mit der ersten Rakete vom Typ Langer Marsch 3C. Der Satellit wurde nach etwa 25 Minuten erfolgreich in einer geostationären Transferbahn abgesetzt. Er erreichte seine Arbeitsposition bei 77° Ost am 1. Mai 2008.
Der auf dem bereits 2007 bei der Mondsonde Chang’e-1 eingesetzten Satellitenbus DFH-3A basierende Flugkörper sollte als Relaisstation die Kommunikationsverbindung zwischen der Bodenstation und dem bemannten Raumschiff Shenzhou 7 verbessern, das im September 2008 startete. Das bisherige Netz von Bodenstationen konnte nur auf etwa zwölf Prozent der Flugbahn eine Kommunikation mit Shenzhou sicherstellen. Durch Tianlian 1A sollten über 50 Prozent der Flugbahn abgedeckt werden.
Tianlian 1A wurde von der Chinesischen Akademie für Weltraumtechnologie entwickelt und verfügte über Transponder im S-Band.
Mit den am 11. Juli 2011 bzw. 25. Juli 2012 gestarteten Relaissatelliten Tianlian 1B und 1C wurde das Netzwerk komplettiert, 
bei der Shenzhou-10-Mission vom 13. bis 25. Juni 2013 kam es erstmals zum Einsatz.
2016, zwei Jahre nach Ende der geplanten Lebensdauer wurde der noch funktionstüchtige Tianlian 1A durch Tianlian 1D zunächst ergänzt, dann ersetzt.